# Heteropelma crassoclypeum
Heteropelma crassoclypeum är en stekelart som beskrevs av Wang 1984. Heteropelma crassoclypeum ingår i släktet Heteropelma och familjen brokparasitsteklar. Inga underarter finns listade i Catalogue of Life.